# JOULES
Das JOULES-Projekt (Joint Operation for Ultra Low Emission Shipping) ist eine europaweit durchgeführte Forschungsmaßnahme mit dem Ziel, den Energieverbrauch, die Emission von Klimagasen und die weiteren schädlichen Emissionen von Schiffen zu untersuchen und deutlich zu verringern. An dem Projekt beteiligt sind Unternehmen der europäischen Schifffahrtsindustrie und europäische Hochschulen.

## Laufzeit und Förderung
Das Projektkonsortium besteht aus 38 Partnern der Industrie und Wissenschaft aus zehn europäischen Ländern. Das vom 1. Juni 2013 bis zum 31. Mai 2017 laufende Projekt wird von der Europäischen Union im Rahmen des 7. Forschungsrahmenprogramms mit 8,5 Mio. Euro gefördert. Es wird von der Flensburger Schiffbau-Gesellschaft koordiniert.
Das Projekt wird in fünf Hauptphasen durchgeführt. Die dazwischenliegenden Meilensteine sind Ergebnispunkte im Projekt. Die bis zu den Meilensteinen erreichten Ergebnisse unterstützen die Entscheidungsprozesse für die folgenden Arbeitsschritte. Jede der JOULES-Arbeitsgruppen ist mit spezifischen Ergebnissen und Leistungen an den einzelnen Phasen beteiligt.

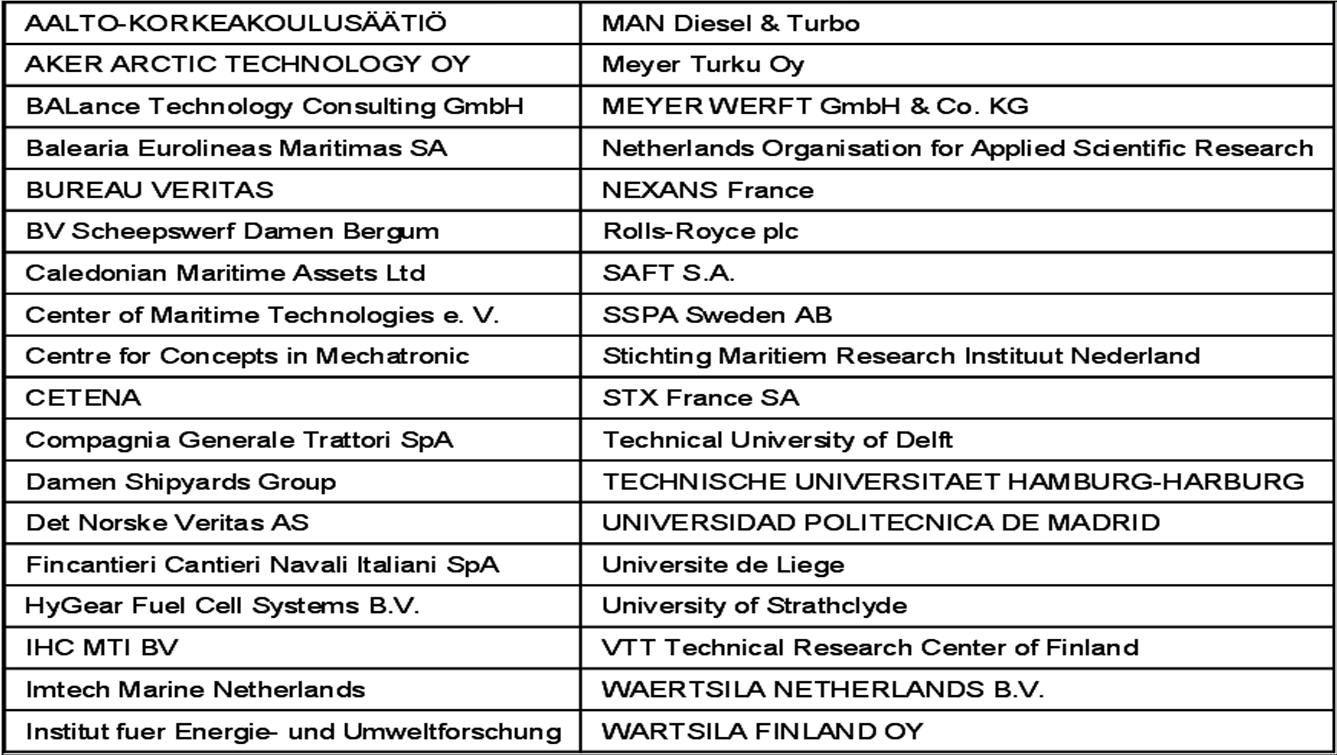
Partner im Joules-Projekt

## Ziele
Mit dem Werkzeug der Simulation sollen die energierelevanten Auswirkungen der verschiedenen Schiffstypen auf die Umwelt abgebildet und untersucht werden. Von wirtschaftlichen und umweltrelevanten Standpunkten aus soll die Konstruktion der Schiffe beurteilt werden, um die kommenden Schiffsgenerationen unter energetisch optimalen Gesichtspunkten zu entwerfen, zu konstruieren, zu bauen und zu betreiben. Entscheidend sind die Umweltauswirkungen des Gesamtsystems Schiff, denn zukünftig (Fernziele 2025 und 2050) sind neue Konzepte und ganzheitliche Ansätze beim Entwurf und der Konstruktion erforderlich, um den Ansprüchen geopolitischer Ziele bezüglich der Umwelt zu genügen.
Im Rahmen des Projektes sollen elf Anwendungsfälle für fünf Schiffstypen (Fährschiff, Kreuzfahrtschiff, Arbeitsschiff, Offshore-Schiff und Frachtschiff) untersucht und optimiert werden. Dabei sollen CO2-Emissionsreduzierungen von etwa circa 23 % im Mittel im 2025-Szenario und rund 50 % im 2050-Szenario erreicht werden. Auch die andere Abgasemissionen wie SOx, NOx und Partikel sollen so weit wie möglich reduziert werden.